# ジョー・サン
- ジョー・スン
- ジョー・ソン

ジョー・サン（Joe Son、1970年11月22日 - ）は、アメリカ合衆国の総合格闘家、プロレスラー、俳優、性犯罪者、殺人犯である。

## 来歴
アメリカ合衆国カリフォルニア州にて幼少期を過ごす。家庭環境は非常に悪く、若年期はロサンゼルスのストリートギャングに所属していた。その後、1993年から映画やテレビドラマに出演するようになる。
1994年9月9日のUFC 3でキモのマネージャーとして登場。キモは彼が主宰する「ジョー・サン・ドー」の選手で弟子という触れ込みで、入場時の十字架を背負うパフォーマンスが話題となった。当時のキャラクター・神秘的なイメージなどは彼が考えたものであったが、実際はキモとはただの友人同士だった。
1994年12月16日のUFC 4では、キース・ハックニーと1回戦で対戦したがグラウンド状態からの金的パウンドとパンツ脱がせ（いずれもルールで認められていた）に手を焼いて敗退。自身もキモ同様に十字架を背負って入場した。
1995年7月16日のK-1 LEGEND 翔では、角田信朗とK-1ルールで対戦し1回ダウンを奪うもKO負けを喫した。
1997年、映画オースティン・パワーズで悪役のランダム・タスク役として出演した。
2002年には、THE BESTでは今村雄介と、THE BEST Vol.2では柔圭と対戦したが連敗。4月22日のXtreme Pankrationでもジョー・モレイラに敗退。
2003年1月19日のプロレス興行「ファンタジーファイトWRESTLE-1」で、Tバックタイツと奇抜なアイメイクで“超変態”の触れ込みで話題になるも、橋本真也と対戦し敗退、その後はハッスルにも参戦していた。

### 逮捕・収監
2008年、DNA鑑定によって1990年に起こった未解決の強姦事件の犯人であることが判明し、逮捕・起訴された。その後の裁判で他にも多数の余罪があることが判明し、集団強姦罪において有罪が確定した。
2011年10月10日、収監されていたワスコ州立刑務所において同房者を殺害した容疑で再び逮捕され、裁判で終身刑が言い渡された。

## 人物・エピソード
- 友人のキモが刺青を施す際には一緒に入れる約束をしたが、サンが当日になって怖気図いてしまったため、結局キモだけが刺青を施すことになった。
- 煙草を吸いながら試合後インタビューに応じたことがある[7]。
- 2002年2月22日のTHE BESTでの今村雄介との試合においては、奇抜な歌舞伎をモチーフとしたアイメイクと力士をモチーフとしたTバックタイツ姿にシルクハットで入場し観客の度肝を抜いたが、金的を保護するファールカップを着用していなかったため、着用するようレフェリーに命じられ、装着したうえで試合に臨んだ[7]。

## 戦績

### 総合格闘技
| 総合格闘技 戦績 | 総合格闘技 戦績 | 総合格闘技 戦績 | 総合格闘技 戦績 | 総合格闘技 戦績 | 総合格闘技 戦績 | 総合格闘技 戦績 |
| --------------- | --------------- | --------------- | --------------- | --------------- | --------------- | --------------- |
| 4 試合          | (T)KO           | 一本            | 判定            | その他          | 引き分け        | 無効試合        |
| 0 勝            | 0               | 0               | 0               | 0               | 0               | 0               |
| 4 敗            | 1               | 3               | 0               | 0               | 0               | 0               |

| 勝敗 | 対戦相手           | 試合結果                  | 大会名                                   | 開催年月日     |
| ×    | 柔圭               | 1R 0:54 TKO（左肩の負傷） | THE BEST Vol.2                           | 2002年7月20日  |
| ×    | ジョー・モレイラ   | 1R ギブアップ（恐怖）     | Xtreme Pankration 2                      | 2002年4月12日  |
| ×    | 今村雄介           | 1R 0:33 TKO（左肩の負傷） | THE BEST                                 | 2002年2月22日  |
| ×    | キース・ハックニー | 2:44 チョーク             | UFC 4: Revenge of the Warriors 【1回戦】 | 1994年12月16日 |

### キックボクシング
| 勝敗 | 対戦相手 | 試合結果               | 大会名        | 開催年月日    |
| ×    | 角田信朗 | 1R 1:40 KO（左フック） | K-1 LEGEND 翔 | 1995年7月16日 |

## 出演

### 映画
| 公開年 | 邦題 原題                                                             | 役名             | 備考 |
| ------ | --------------------------------------------------------------------- | ---------------- | ---- |
| 1993   | バニシング・レッド Joshua Tree                                        | 中国系ギャング   |      |
| 1993   | シュートファイター／暗黒ドラゴン伝説 Shootfighter: Fight to the Death | チャン           |      |
| 1994   | ヒューマン・ターゲット Bloodfist V: Human Target                      | ビーフィ         |      |
| 1994   | 殺人核弾頭キングコブラ Bad Blood                                      | ジミー・チェン   |      |
| 1997   | オースティン・パワーズ Austin Powers: International Man of Mystery    | ランダム・タスク |      |